# Ariszteidész (államférfi)
Ariszteidész  (i. e. 540/530 körül – i. e. 468/467 körül), athéni államférfi-
A perzsák elleni marathóni csatában a tíz görög sztratégosz egyike, majd ezt követően arkhón lett. I. e. 483-ban azonban politikai ellenfele, Themisztoklész ösztönzésére osztrakizmosszal száműzték Athénből. A második perzsa támadás miatt veszélybe került athéniek i. e. 480-ban visszahívták, és részt vett a szalamiszi ütközetben. Egy évvel később, a plataiai csatában újra sztratégoszként harcolt. Ez utóbbi csata után ő tette azt a demokratikus szellemű javaslatot, hogy a város arkhónjait azontúl Athén valamennyi szabad polgára közül sorsolják. Főszerepet játszott a Déloszi Szövetség létrehozásában. Feddhetetlensége miatt az „Igazságos” névvel illették. Emiatt is ő határozta meg a Déloszi Szövetség egyes tagjainak a szövetséghez való eredeti katonai vagy anyagi hozzájárulását.

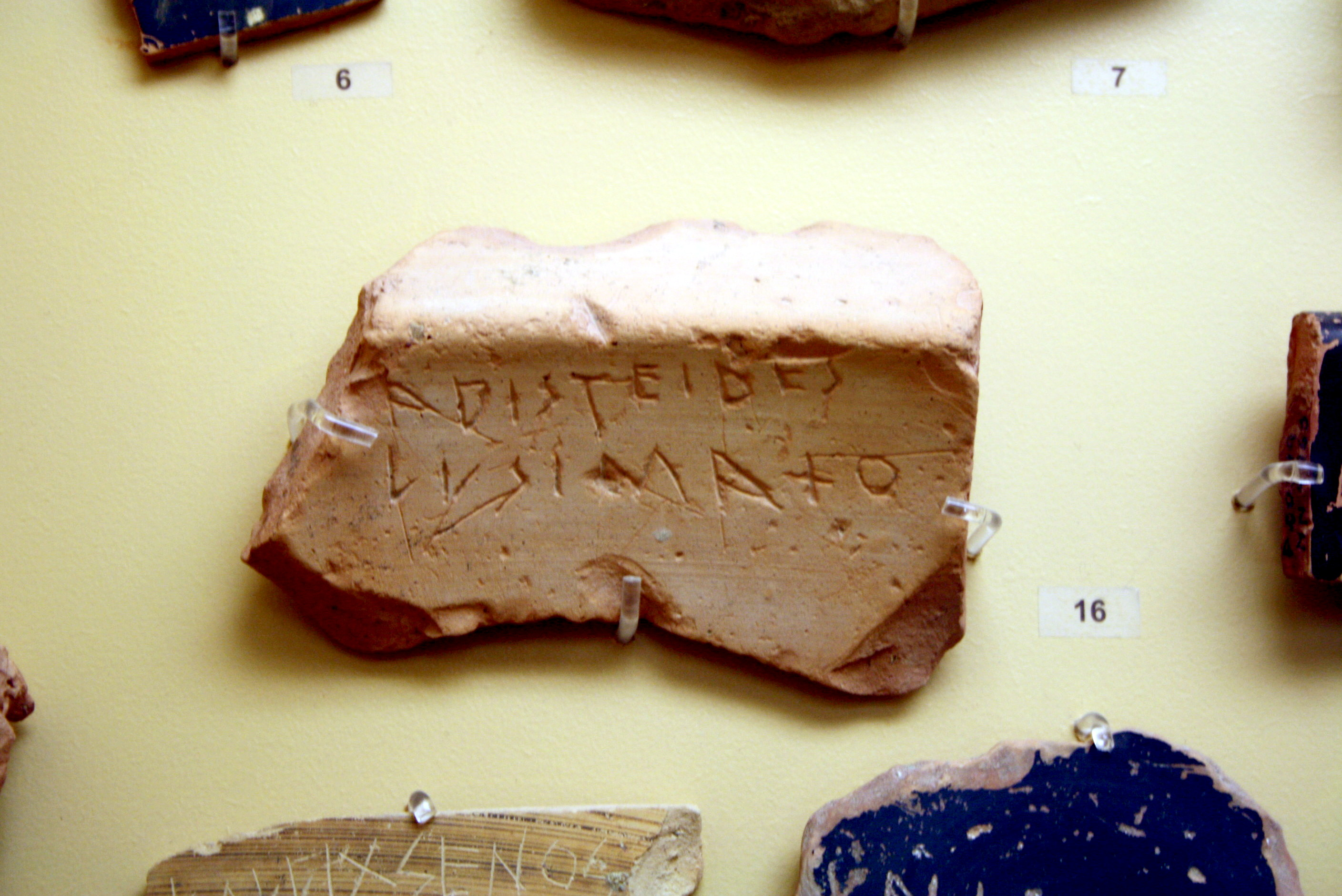
Cserépszavazat Ariszteidész ellen

## Ariszteidész és Themisztoklész egymás ellen és együtt
Plutarkhosz „Párhuzamos életrajzok” című munkájában leírtak szerint Ariszteidész Antiokhisz phüléből és az Alopeké démoszból származott. Apját Lüszimakhosznak hívták. Kleiszthenész barátja volt, de az arisztokratikus kormányzati módszereket tartotta helyesnek.
Themisztoklész és Ariszteidész ellentéte abból fakadt, hogy az előbbi a marathóni győzelem után a tengeri flotta fejlesztését, míg az utóbbi a szárazföldi erők megerősítését ambicionálta. Kettőjük vetélkedése már gyermekkorukban kezdődött, mivel természetük különbözősége már akkor kiütközött. Themisztoklész találékony, merész, kockázatvállaló és tettre kész volt, Ariszteidész pedig állhatatos, szilárd jellemű, hajlíthatatlanul igazságos, s a hazugságot, fortélyt és csalást még játékból sem tűrte meg. Mikor a közjövedelmek felügyelőjévé választották, sok sikkasztást leleplezett, közöttük főként azokat, melyeket Themisztoklész követett el.
A marathóni ütközetben mint sztratégosz vett részt. A tíz sztratégosz a szokás szerint naponta váltotta egymást a fővezéri poszton. A csata előtt Ariszteidész javaslatára változtattak ezen, mivel ő a fővezérségről lemondott a legrátermettebb sztratégosz, Miltiádész javára és engedelmeskedett parancsainak.  A harcban a perzsák ellen Themisztoklész és Ariszteidész egymás mellett küzdött, mivel az általuk vezetett phülék a csatarendben egymás mellett az athéni középhadat képezték.
A csata után epónümosz tisztségre választották meg, melyre erényei miatt tartották alkalmasnak, szemben másokkal, akik sorsolás révén jutottak ebbe a pozícióba.
A nép Ariszteidész minden erénye közül leginkább igazságosságát tisztelte, s ezért kapta az „Igazságos” melléknevet szeretetből, de később emiatt gyűlölték meg. Themisztoklész ugyanis elhíresztelte a nép körében, hogy Ariszteidész, aki minden ügyben maga ítél és bíráskodik, megszünteti a bíróságokat, és észrevétlenül egyeduralomra tör, s már csak személyes testőrsége hiányzik. 
Themisztoklész így végül felülkerekedett, s politikai ellenfelét intrikával, i.e. 483-ban cserépszavazással eltávolíttatta Athénből.

## A perzsák ellen
Három évvel később, amikor Xerxész Athén ellen vonult, az athéniek félretették az osztrakizmosz előírását - ami tíz évi száműzetést írt elő - és hazahívták Ariszteidészt is. Tartottak ugyanis attól, hogy esetleg az ellenséghez csatlakozik. Ariszteidész azonban hazája védelme érdekében régi ellenfele, Themisztoklész mellé állt és elfogadta annak fővezérségét a szalamiszi tengeri ütközetben. 
A perzsák elleni következő, a Plataiai melletti csatában az athéniek teljhatalmú fővezérének Ariszteidészt választották, míg az egyesített görög sereget a spártai Pauszaniasz vezette.

## A görög szövetség kovácsa
A győzelem kivívása után Ariszteidésznek komoly szerepe volt abban, hogy a perzsák újbóli támadásának megakadályozása céljából létrejött egy erős szövetségi rendszer a görög városállamokból. Javaslatára állítottak fel tízezer pajzsos harcosból, ezer lovasból és száz hadihajóból álló szövetségi görög haderőt. Athénbe visszatérve Ariszteidész javaslatára változtatták meg az arkhónok választásának rendjét, miszerint Athén valamennyi polgára választható lett a tisztségre.
A görög szövetségi rendszer vezetése főként Ariszteidész és Kimón ügyes politizálásának, valamint a spártai vezérnek, Pauszaniasznak a többiek szemében ellenszenves erőszakosságának köszönhetően fokozatosan Athén kezébe került. A szövetség tagjainak döntése szerint a közös fenntartási költségekhez való anyagi és katonai hozzájárulás megállapítása Ariszteidész feladata lett, aki ezt a városok földjeinek, jövedelmeinek felmérése után részrehajlás nélkül, mindenki megelégedésére el is végezte.
Ariszteidész halálának helyéről és körülményeiről nincs pontos információ. Annyi azonban bizonyos, hogy vagyont nem hagyott maga után, mivel gyermekei és unokái közül többnek Athén városa nyújtott anyagi támogatást.